# NGC 6505
NGC 6505 (другие обозначения — UGC 11026, MCG 11-22-7, ZWG 322.18, NPM1G +65.0159, PGC 60995) — эллиптическая галактика в созвездии Дракона. Находится на расстоянии около 590 млн световых лет, красное смещение 0,04243(3).
Этот объект входит в число перечисленных в оригинальной редакции «Нового общего каталога».

## Кольцо Эйнштейна

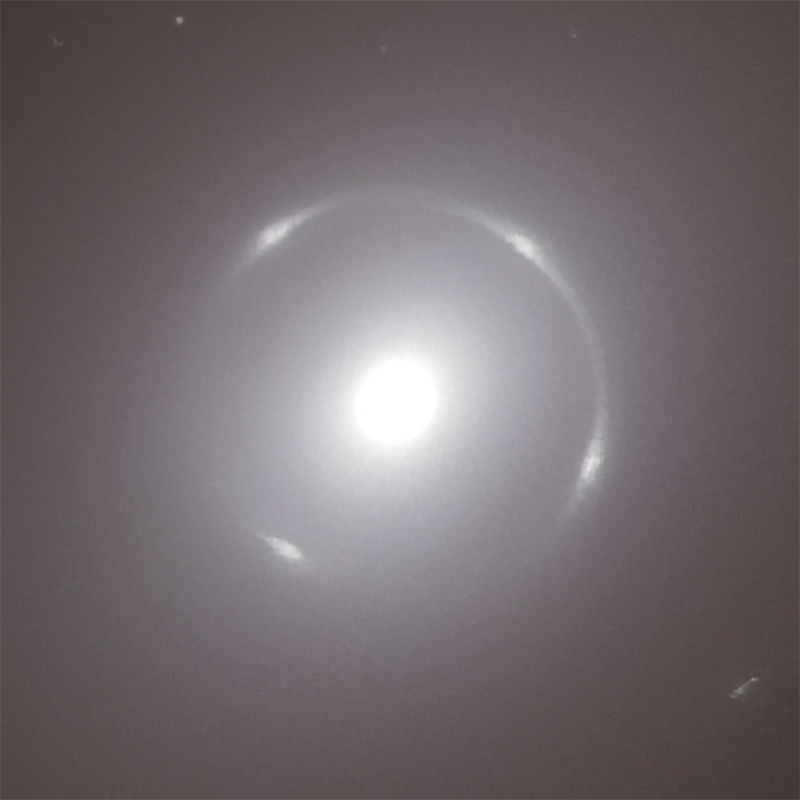
Центр галактики NGC 6505 с кольцом Эйнштейна

Галактика расположена таким образом, что её ядро является гравитационной линзой для другой, более удалённой от нас галактики с z = 0,4058(3) (соответствует расстоянию 4,42 млрд световых лет). При этом изображение удалённой галактики образует полное кольцо Эйнштейна — это первый известный случай для объектов NGC. Линзирование было обнаружено в сентябре 2023 года при анализе первых снимков космического телескопа Euclid Европейского космического агентства. Угловой радиус кольца равен 2,5′′. Яркость галактики-источника в результате линзирования усилилась (в терминах звёздной величины с 21,3m до 18,1m), её дисперсия скоростей составляет 303 ± 15 км/с. Доля тёмной материи внутри кольца Эйнштейна в галактике-линзе оценена в 11,1+5,4
−3,5%.
Вероятность такого расположения близкой галактики (с z ≈ 0,04 и меньше), что она являлась бы сильной гравитационной линзой для другой галактики с блеском (после усиления) <19m, составляет лишь один шанс из 2000.
Из данных по гравитационному линзированию, космологическое красное смещение для NGC 6505 составляет 0,041(1), а её пекулярная скорость даёт около 3% вклада в полное измеренное красное смещение 0,04243(3).
Участники консорциума Euclid (Euclid Consortium) предложили назвать обнаруженную структуру линзой Альтиери, в честь Бруно Альтиери (Bruno Altieri), обнаружившего кольцо в ходе просмотра снимков.